# Хайд (округ, Южная Дакота)
Округ Хайд (англ. Hyde County) располагается в штате Южная Дакота, США. Официально образован в 1873 году. По состоянию на 2010 год, численность населения составляла 1420 человек.

## География
По данным Бюро переписи США, общая площадь округа равняется 2245,532 км2, из которых 2229,992 км2 суша и 6,000 км2 или 0,650 % это водоёмы.

## Население
По данным переписи населения 2000 года в округе проживает 1 671 жителей в составе 679 домашних хозяйств и 456 семей. Плотность населения составляет 1,00 человек на км2. На территории округа насчитывается 769 жилых строений, при плотности застройки менее 1,00-го строения на км2. Расовый состав населения: белые — 91,08 %, афроамериканцы — 0,12 %, коренные американцы (индейцы) — 7,96 %, азиаты — 0,12 %, гавайцы — 0,12 %, представители других рас — 0,60 %, представители двух или более рас — 0,00 %. Испаноязычные составляли 0,48 % населения независимо от расы.
В составе 29,60 % из общего числа домашних хозяйств проживают дети в возрасте до 18 лет, 55,70 % домашних хозяйств представляют собой супружеские пары проживающие вместе, 6,00 % домашних хозяйств представляют собой одиноких женщин без супруга, 32,80 % домашних хозяйств не имеют отношения к семьям, 30,30 % домашних хозяйств состоят из одного человека, 17,10 % домашних хозяйств состоят из престарелых (65 лет и старше), проживающих в одиночестве. Средний размер домашнего хозяйства составляет 2,41 человека, и средний размер семьи 3,00 человека.
Возрастной состав округа: 25,60 % моложе 18 лет, 5,80 % от 18 до 24, 23,50 % от 25 до 44, 22,70 % от 45 до 64 и 22,70 % от 65 и старше. Средний возраст жителя округа 42 лет. На каждые 100 женщин приходится 102,10 мужчин. На каждые 100 женщин старше 18 лет приходится 97,00 мужчин.
Средний доход на домохозяйство в округе составлял 31 103 USD, на семью — 40 700 USD. Среднестатистический заработок мужчины был 24 728 USD против 18 833 USD для женщины. Доход на душу населения составлял 16 356 USD. Около 7,80 % семей и 12,30 % общего населения находились ниже черты бедности, в том числе — 13,40 % молодежи (тех, кому ещё не исполнилось 18 лет) и 13,70 % тех, кому было уже больше 65 лет.